# Liste d'œuvres du Greco
Le Greco est un peintre, sculpteur et architecte espagnol d'origine crétoise. Le Greco quitte en 1567 sa ville natale pour Venise, sans en revenir. Les trois années qu'il passe à Venise et à Rome influencent profondément son style. En 1577, il part pour Tolède, en Espagne, où il vit et travaille jusqu'à sa mort en 1614.
L'œuvre du Greco est ainsi partagée en trois grandes périodes : les œuvres peintes en Crète, jusqu'en 1567 ; les œuvres peintes à Venise et à Rome, de 1567 à 1577 ; les œuvres peintes à Tolède, de 1577 à sa mort.
Le Greco est surtout un peintre, et principalement connu comme tel. Mais quelques sculptures, dont Épiméthée et Pandore, ont aussi été attribuées au Greco. Cette attribution incertaine est basée sur le témoignage de Pacheco, qui a vu dans l'atelier du Greco une série de figurines, en cire, en stuc et en bois ; mais ce n'étaient peut-être que des modèles, comme ceux utilisés dans les ateliers italiens similaires à celui du Greco lui-même quand il était en Italie. Ces figurines rappellent certains nus des peintures du Greco dans leurs proportions allongées, mais leur naturalisme et la musculature accentuée de la figure masculine sont considérés par certains chercheurs comme surprenants pour le Greco. 
Parmi les œuvres survivantes du maître figurent également quatre dessins, dont trois sont des esquisses pour le retable de Santo Domingo el Antiguo et le quatrième est une étude pour son tableau La Crucifixion.

## Liste des œuvres sélectionnées
Au moment de la mort du Greco, son patrimoine comprend 115 peintures, 15 croquis et 150 dessins. Manuel B. Cossio, qui considère le style du Greco comme une réponse au mysticisme espagnol, publie en 1908 le premier catalogue complet des œuvres du Greco. En 1937, une étude de l'historien d'art Rodolfo Pallucchini augmente considérablement le nombre d'œuvres attribuées au Greco. Palluchini a attribué au Greco un petit triptyque de la Galleria Estense à Modène sur la base d'une signature sur le tableau au dos du panneau central du triptyque de Modène. Un consensus s'est établi sur le fait que ce triptyque était une des premières œuvres du Greco, et la publication de Pallucchini est devenue la référence pour les attributions à l'artiste. En conséquence, environ 119 compositions contestées (dont 19 « signées ») sont attribuées au Greco. Mais cette inflation du nombre d'œuvres attribuées au Greco, lui attribuant une surproduction, suscite la réaction critique d'autres spécialistes. 
Ainsi, Wethey nie que le triptyque de Modène ait le moindre lien avec l'artiste et il publie en 1962 un catalogue raisonné contradictoire avec un nombre d'attributions considérablement réduit. Alors que l'historien d'art José Camón Aznar avait attribué entre 787 et 829 tableaux au Greco, Wethey en a réduit le nombre à 285 œuvres authentiques et Halldor Sœhner, un chercheur allemand de l'art espagnol, n'en a reconnu que 137. Wethey et Sœhner ont différencié dans leurs catalogues les œuvres peintes par le Greco lui-même et celles produites par son atelier.
Depuis 1962, la découverte de la Dormition et les recherches approfondies dans les archives ont progressivement convaincu les chercheurs que les évaluations de Wethey ne sont pas incontestables et que ses décisions de catalogage peuvent avoir méconnu la nature des origines, du développement et de l'œuvre du Greco. La découverte de la Dormition a conduit à attribuer trois autres œuvres signées "Doménicos" au Greco (Triptyque de Modène, Saint Luc peignant la Vierge et l'Enfant et L'Adoration des Mages), puis à reconnaître d'autres œuvres comme authentiques, certaines signées, d'autres non signées, qui ont été ajoutées au groupe des premières œuvres du Greco. En 2006, une autre œuvre contestée, La Passion du Christ — Pietà avec des anges, est finalement elle aussi attribuée au Greco. Le tableau avait été photographié juste avant que la signature ne soit retirée ; Nano Chatzidakis, conservateur de l'exposition à la British Library et professeur d'art byzantin et d'archéologie à l'université d'Ioannina, a exhumé la photographie du restaurateur.
Au XXIe siècle, le nombre d'œuvres du Greco est estimé à environ 500. Mais il subsiste plusieurs différends sur le nombre exact d'œuvres authentiques du Greco ; le statut à accorder au catalogue de Wethey (toujours très estimé) est au centre de ces désaccords. Les désaccords les plus nombreux portent sur la fin de carrière du Greco plutôt que sur ses débuts. Il est clair que son fils a continué à vendre des « Greco » pendant de nombreuses années après la mort de l'artiste ; or dans ses dernières années, le Greco avait un grand atelier qui, comme d'autres artistes importants de l'époque, produisait des copies ou variantes de plusieurs de ses compositions. L'identification de ces copies et la détermination du degré d'implication du Greco dans leur réalisation restent incertaines.
La liste suivante présente quelques-unes des peintures les plus importantes du Greco.

### Période crétoise (jusqu'en 1567)
| Image | Titre                                    | Date             | Technique                         | Taille (см)       | Emplacement                            | Note |
| ----- | ---------------------------------------- | ---------------- | --------------------------------- | ----------------- | -------------------------------------- | ---- |
|       | Adoration des mages                      | vers 1565 - 1567 | Tempera sur bois, et feuille d'or | 40 × 45           | Musée Benaki, Athènes                  |      |
|       | Adoration des mages                      | c. 1565 — 1567   | Huile sur toile                   | 45 × 52           | Musée de Lazaro Galdiano, Madrid       |      |
|       | Adoration des mages                      | c. 1565 — 1567   | Huile sur toile                   |                   | Musée Soumaya, Mexico                  |      |
|       | Saint Luc peignant la Vierge et l'Enfant | v. 1567          | Tempera sur bois, et feuille d'or | 41,6 × 33         | Musée Benaki, Athènes                  |      |
|       | Assomption de la Vierge                  | v. 1567          | Tempera sur bois, et feuille d'or | 61,4 × 45         | Cathédrale de l'Assomption, Ermoúpolis |      |
|       | Le Christ guérissant les aveugles        | 1567             | Huile sur toile                   | 65,5 × 84         | Galerie des Maîtres anciens, Dresde    |      |
|       | Triptyque de Modène                      | v. 1567—1569     | Tempera sur bois                  | 37 × 23,8 24 × 18 | Galerie Estense, Modène                |      |

### Période italienne (1567-1577)
| Image | Titre                                 | Date           | Technique        | Taille (cm)   | Lieu                                                          | Note |
| ----- | ------------------------------------- | -------------- | ---------------- | ------------- | ------------------------------------------------------------- | ---- |
|       | Saint François recevant les stigmates | v. 1567 – 1570 | Huile sur toile  | 40.9 × 53.3   | Académie Carrara, Bergame, Italie                             |      |
|       | La Cène                               | 1568 –1568     | Huile sur toile  | 43 × 52       | Pinacothèque nationale de Bologne, Italie                     |      |
|       | Adoration des mages                   | v. 1569 — 1570 | Huile sur toile  | 63.5 × 76     | Musée Willumsens, Frederikssund, Danemark                     |      |
|       | Purification du Temple                | v. 1570        | Huile sur toile  | 64.5 × 83.2   | National Gallery of Art, Washington D.C., États-Unis          |      |
|       | Fuite en Égypte                       | 1570           | Huile sur toile  | 15.9 × 21.6   | Musée du Prado, Madrid, Espagne                               |      |
|       | Annonciation                          | 1570           | Huile sur bois   | 26.7 × 20     | Musée du Prado, Madrid, Espagne                               |      |
|       | Adoration des bergers                 | 1570 – 1572    | Huile sur toile  | 114 × 104.5   | Collection privée                                             |      |
|       | Adoration des mages                   | 1570           | Huile sur toile  |               | Musée d'Art de San Diego, San Diego, États-Unis               |      |
|       | Saint François recevant les stigmates | 1570           | Huile sur toile  | 28.8 × 20.6   | Musée de Capodimonte, Naples, Italie                          |      |
|       | Mont Sinaï                            | v. 1570        | Huile sur toile  | 41 × 47.5     | Musée historique de Crète, Héraklion, Grèce                   |      |
|       | Purification du Temple                | v. 1570        | Huile sur toile  | 116.8 × 149.8 | Minneapolis Institute of Art, Minneapolis, États-Unis         |      |
|       | La Fable                              | 1570 — 1575    | Huile sur bois   | 50.5 × 63.6   | Musée du Prado, Madrid, Espagne                               |      |
|       | Mise au tombeau                       | 1570 — 1576    | Huile sur bois   | 51 × 43       | Pinacothèque nationale d'Athènes, Athènes, Grèce              |      |
|       | Portrait de Giulio Clovio             | v. 1571        | Huile sur bois   | 58 × 86       | Musée de Capodimonte, Naples, Italie                          |      |
|       | Jeune garçon soufflant sur un tison   | 1571 – 1572    | Huile sur toile  | 60.5 × 50.5   | Musée de Capodimonte, Naples, Italie                          |      |
|       | Portrait de Vincenzo Anastagi         | 1571 – 1576    | Huile sur toile  | 188 × 126.7   | Frick Collection, New York, États-Unis                        |      |
|       | Pieta                                 | 1571 — 1576    | Tempera sur bois | 28.9 × 20     | Philadelphia Museum of Art, Philadelphie, États-Unis          |      |
|       | Portrait de Charles de Guise          | v. 1572        | Huile sur toile  | 178.5 × 94.5  | Kunsthaus de Zurich, Zurich, Suisse                           |      |
|       | Christ en Croix                       | 1573           | Huile sur toile  | 43 × 28       | Barbara Pyasetskaya-Johnson Collection, Princeton, États-Unis |      |
|       | Le Christ guérissant l'aveugle        | v. 1573        | Huile sur toile  | 50 × 61       | Galerie nationale de Parme, Parme, Italie                     |      |
|       | L'Annonciation                        | 1575 – 1576    | Huile sur toile  | 117 × 98      | Musée Thyssen-Bornemisza, Madrid, Espagne                     |      |

- Début des années 1570 : Lamentation[10]

### Période espagnole (1577-1614)
| Image | Titre | Date           | Technique       | Taille (cm)   | Lieu                                                                                        | Note |
| ----- | --- | -------------- | --------------- | ------------- | ------------------------------------------------------------------------------------------- | ---- |
|       | La Trinité | 1577 - 1578    | Huile sur toile |               | Musée du Prado                                                                              |      |
|       | Portrait d'un sculpteur | 1576 – 1578    | Huile sur toile | 94 × 87       | Collection privée                                                                           |      |
|       | Marie-Madeleine pénitente | 1576 – 1578    | Huile sur toile | 164 × 121     | Musée des Beaux-Arts de Budapest, Budapest, Hongrie                                         |      |
|       | Le Martyre de saint Sébastien | 1576 – 1579    | Huile sur toile | 191 × 152     | Cathédrale Saint-Antonin de Palencia, Palencia, Spain                                       |      |
|       | Retable de Santo Domingo el Antiguo (9 peintures, dont L'Assomption de la Vierge)                                                                                             | 1577           | Huile sur toile |               | Monastère de Santo Domingo el Antiguo (3), Art Institute of Chicago (1), Musée du Prado (1) |      |
|       | L'Assomption de la Vierge (partie centrale du retable de Santo Domingo el Antiguo)                                                                                            | 1577           | Huile sur toile | 403,2 × 211,8 | Art Institute of Chicago                                                                    |      |
|       | Apparition de la Vierge à Saint Laurent | 1577           | Huile sur toile | 119 × 102     | Collège de Nosa Señora da Antiga, Monforte de Lemos, Espagne                                |      |
|       | Adoration du Saint Nom de Jésus | 1577 – 1579    | Huile sur toile | 140 × 110     | Escurial, San Lorenzo de El Escorial, Espagne                                               |      |
|       | Le Dépouillement du Christ | 1577 – 1579    | Huile sur toile | 285 × 173     | Cathédrale Sainte-Marie de Tolède, Tolède, Espagne                                          |      |
|       | Saint Bernard | c. 1577 –1679  | Huile sur toile | 116 × 79.5    | Musée de l'Ermitage, Saint-Pétersbourg, Russie                                              |      |
|       | Saint François d'Assise | 1580           | Huile sur toile | 138 × 56      | Musée Santa Cruz de Tolède, Tolède, Espagne                                                 |      |
|       | Saint François en extase | 1580           | Huile sur toile | 89 × 57       | Musée Lázaro Galdiano, Madrid, Espagne                                                      |      |
|       | Saint Antoine de Padoue | 1580           | Huile sur toile | 104 × 79      | Musée du Prado, Madrid                                                                      |      |
|       | Le Gentilhomme à la main sur la poitrine | c.1580         | Huile sur toile | 81.8 × 65.8   | Musée du Prado, Madrid                                                                      |      |
|       | Le Christ portant la croix | c.1580         | Huile sur toile | 105 × 79      | version du Metropolitan Museum of Art, New York                                             |      |
|       | Extase de saint François d'Assise | c.1580         | Huile sur toile | 106 × 79      | Musée diocésain, Siedlce, Pologne                                                           |      |
|       | Le Martyre de saint Maurice | 1580 – 1582    | Huile sur toile | 445 × 294     | Escurial, San Lorenzo de El Escorial, Espagne                                               |      |
|       | Les Larmes de saint Pierre | c.1580 – 1589  | Huile sur toile | 109 × 90      | Bowes Museum, Barnard Castle, Angleterre                                                    |      |
|       | Portrait d'un docteur | 1582 – 1585    | Huile sur toile | 95 × 82       | Musée du Prado, Madrid, Espagne                                                             |      |
|       | Saint François recevant les stigmates | 1585 – 1590    | Huile sur toile | 97 × 102      | Walters Art Museum, Baltimore, Maryland, États-Unis                                         |      |
|       | L'Immaculée Conception vue par saint Jean l'Évangéliste | v. 1585        | Huile sur toile | 237 × 118     | Musée Santa Cruz de Tolède, Tolède, Espagne                                                 |      |
|       | L'Enterrement du comte d'Orgaz | 1586           | Huile sur toile | 480 × 360     | Église Santo Tomé de Tolède, Tolède, Espagne                                                |      |
|       | Portrait d'un gentilhomme | v. 1586        | Huile sur toile | 67 × 55       | Musée du Prado, Madrid, Espagne                                                             |      |
|       | Sainte Famille | 1586 – 1588    | Huile sur toile | 178 × 105     | Musée Santa Cruz de Tolède, Tolède, Espagne                                                 |      |
|       | Sainte Face de Jésus Le linge de sainte Véronique | 1586 – 1595    | Huile sur toile | 71 × 54       | Musée du Prado, Madrid                                                                      |      |
|       | Les Apôtres Pierre et Paul | 1587 – 1592    | Huile sur toile | 121.5 × 105   | Musée de l'Ermitage, Saint-Pétersbourg, Russie                                              |      |
|       | Les Larmes de saint Pierre | v. 1587 – 1596 | Huile sur toile | 96.5 × 79     | Musée Soumaya, Mexico, Mexique                                                              |      |
|       | Portrait de Rodrigo Vázquez de Arce | 1587 – 1597    | Huile sur toile | 62.5 × 42     | Musée du Prado, Madrid                                                                      |      |
|       | Portrait d'un vieil homme | 1587 – 1600    | Huile sur toile | 46 × 43       | Musée du Prado, Madrid                                                                      |      |
|       | Agonie au Jardin | 1590           | Huile sur toile | 103 × 131     | National Gallery, Londres                                                                   |      |
|       | Christ en croix adoré par deux donateurs | c.1590         | Huile sur toile | 260 × 171     | Musée du Louvre, Paris                                                                      |      |
|       | Les Larmes de saint Pierre | c.1590         | Huile sur toile | 102 × 79.5    | Musée national de l'Art, de l'Architecture et du Design, Oslo, Norvège                      |      |
|       | Le Christ portant la croix (en) | 1590 – 1595    | Huile sur toile | 106 × 69      | version du musée national d'Art de Catalogne, Barcelone, Espagne                            |      |
|       | Saint Pierre et Saint Paul | 1590 – 1600    | Huile sur toile | 116 × 91.8    | Musée national d'Art de Catalogne, Barcelone                                                |      |
|       | Saint Louis, roi de France, et un page | 1592 – 1595    | Huile sur toile | 120 × 96      | Musée du Louvre, Paris                                                                      |      |
|       | Vierge Marie | v. 1594 – 1604 | Huile sur toile | 53 × 37       | Musée des Beaux-Arts de Strasbourg, Strasbourg, France                                      |      |
|       | Sainte Famille avec sainte Anne | v. 1595        | Huile sur toile | 127 × 106     | Hôpital de Tavera, Tolède                                                                   |      |
|       | Saint André et Saint François | 1595 – 1598    | Huile sur toile | 167 × 113     | Musée du Prado, Madrid                                                                      |      |
|       | Portrait d'Antonio de Covarrubias y Leiva | 1595 – 1600    | Huile sur toile | 65 × 52       | Musée du Louvre, Paris                                                                      |      |
|       | Portrait d'un homme | 1595 – 1600    | Huile sur toile | 52.7 × 46.7   | Metropolitan Museum of Art, New York                                                        |      |
|       | Le Christ chassant les marchands du Temple | 1595 – 1600    | Huile sur toile | 41.9 × 52.4   | Frick Collection, New York                                                                  |      |
|       | Vue de Tolède | 1596 – 1600    | Huile sur toile | 121.3 × 108.6 | Metropolitan Museum of Art, New York                                                        |      |
|       | Retable Doña María de Aragón (en) (Sept tableaux : Résurrection, Crucifixion, La Pentecôte, Adoration des bergers, L'Annonciation, Le Baptême du Christ, et une œuvre perdue) | 1596-1599      | Huile sur toile | various       | Musée du Prado, Madrid (5), Musée national d'Art de Roumanie, Bucarest (1), perdu (1)       |      |
|       | La Pentecôte | 1596-1599      | Huile sur toile | 275 × 127     | Musée du Prado, Madrid                                                                      |      |
|       | Allégorie de l'ordre camaldule | 1597           | Huile sur toile | 138 × 108     | Musée du Patriarcat, Valence, Espagne                                                       |      |
|       | Vierge Marie | 1597           | Huile sur toile | 52 × 41       | Musée du Prado, Madrid                                                                      |      |
|       | Saint Joseph et l'Enfant Jésus | 1597 – 1599    | Huile sur toile | 289 × 147     | Cathédrale Sainte-Marie de Tolède, Tolède                                                   |      |
|       | Saint Martin et le Mendiant | c.1597 – 1599  | Huile sur toile | 193.5 × 103   | National Gallery of Art, Washington D.C.                                                    |      |
|       | Le Christ portant la croix (en) | 1597 – 1600    | Huile sur toile | 108 × 78      | version du Musée du Prado, Madrid                                                           |      |
|       | Portrait de Jorge Manuel Theotocopouli | 1597 – 1603    | Huile sur toile | 81 × 56       | Musée des Beaux-Arts de Séville, Espagne                                                    |      |
|       | Saint Ildefonse | 1597 – 1603    | Huile sur toile | 187 × 102     | Chapelle majeure de l'hôpital de la Charité d'Illescas, Tolède                              |      |
|       | Saint Augustin | 1597 – 1603    | Huile sur toile | 140 × 56      | Musée Santa Cruz de Tolède, Tolède                                                          |      |
|       | Saint Jean Baptiste | 1597 – 1603    | Huile sur toile | 111 × 66      | Musée des Beaux-Arts de San Francisco, États-Unis                                           |      |
|       | La Vierge de Charité | 1597 – 1603    | Huile sur toile | 184 × 124     | Chapelle majeure de l'hôpital de la Charité d'Illescas, Tolède                              |      |
|       | Agonie au Jardin | 1597 – 1607    | Huile sur toile | 169 × 112     | Sante Marie Majeure, Andujar, Espagne                                                       |      |
|       | L'Annonciation | 1600           | Huile sur toile | 107 × 74      | Musée d'art de São Paulo, São Paulo, Brésil                                                 |      |
|       | Le Christ chassant les marchands du Temple | 1600           | Huile sur toile | 106 × 130     | National Gallery, Londres                                                                   |      |
|       | Allégorie de l'ordre camaldule | c.1600         | Huile sur bois  | 124 × 90      | Institut Valence de Don Juan, Madrid                                                        |      |
|       | Portrait de Diego de Covarrubias y Leyva | c.1600         | Huile sur bois  | 68 × 57       | Musée du Greco, Tolède                                                                      |      |
|       | Portrait d'un cardinal (peut-être Fernando Niño de Guevara) | v. 1600        | Huile sur toile | 67.2 × 42.5   | Metropolitan Museum of Art, New York                                                        |      |
|       | Saint Jean l'Évangéliste et saint François | v. 1600        | Huile sur toile | 110 × 86      | Galerie des Offices, Florence                                                               |      |
|       | Portrait d'un jeune gentilhomme | 1600 – 1605    | Huile sur toile | 65 × 49       | Musée du Prado, Madrid                                                                      |      |
|       | Saint Jean-Baptiste (es) | 1600 – 1605    | Huile sur toile | 103 × 62      | Musée des Beaux-Arts de Valence, Valence, Espagne                                           |      |
|       | L'Annonciation | 1600 – 1605    | Huile sur toile | 128 diameter  | Chapelle majeure de l'hôpital de la Charité d'Illescas, Tolède                              |      |
|       | Saint Jean-Baptiste et saint Jean l'Évangéliste | 1600 – 1610    | Huile sur toile | 110 × 86      | Musée du Prado, Madrid                                                                      |      |
|       | Christ (suites de Tolède) | c.1602 – 1607  | Huile sur toile | 98 × 78       | Cathédrale Sainte-Marie de Tolède, Tolède                                                   |      |
|       | Saint Luc (suites de Tolède) | 1602 – 1605    | Huile sur toile | 100 × 76      | Cathédrale Sainte-Marie de Tolède, Tolède                                                   |      |
|       | Saint Jacques le Mineur (suites de Tolède) | 1602 – 1607    | Huile sur toile | 98 × 78       | Cathédrale Sainte-Marie de Tolède, Tolède                                                   |      |
|       | Saint Pierre (suites de Tolède) | 1602 – 1607    | Huile sur toile | 98 × 78       | Cathédrale Sainte-Marie de Tolède, Tolède                                                   |      |
|       | Saint André (suites de Tolède) | 1602 – 1607    | Huile sur toile | 98 × 78       | Cathédrale Sainte-Marie de Tolède, Tolède                                                   |      |
|       | Saint Matthieu (suites de Tolède) | 1602 – 1607    | Huile sur toile | 98 × 78       | Cathédrale Sainte-Marie de Tolède, Tolède                                                   |      |
|       | Saint Thaddée (Saint Jude) (suites de Tolède) | 1602 – 1607    | Huile sur toile | 98 × 78       | Cathédrale Sainte-Marie de Tolède, Tolède                                                   |      |
|       | Saint Bernardin de Sienne | 1603           | Huile sur toile | 269 × 144     | Musée du Greco, Tolède (appartenant au musée du Prado, Madrid)                              |      |
|       | Le Couronnement de la Vierge | 1603 – 1605    | Huile sur toile | 163 × 220     | Chapelle majeure de l'hôpital de la Charité d'Illescas, Tolède                              |      |
|       | La Nativité | 1603 – 1605    | Huile sur toile | 128 diameter  | Chapelle majeure de l'hôpital de la Charité d'Illescas, Tolède                              |      |
|       | Mariage de la Vierge | 1603 – 1607    | Huile sur toile | 110 × 83      | Musée national d'Art de Roumanie, Bucarest                                                  |      |
|       | Portrait d'un gentilhomme inconnu | 1603 – 1607    | Huile sur toile | 64 × 51       | Musée du Prado, Madrid                                                                      |      |
|       | Immaculée Conception | 1607 – 1613    | Huile sur toile | 348 × 174.5   | Musée Santa Cruz de Tolède, Tolède                                                          |      |
|       | Concert d'anges | 1608           | Huile sur toile | 112 × 205     | Pinacothèque nationale d'Athènes, Grèce                                                     |      |
|       | Saint Pierre | 1608           | Huile sur toile | 207 × 105     | Escurial, San Lorenzo de El Escorial, Espagne                                               |      |
|       | Vue et plan de Tolède | v. 1608        | Huile sur toile | 132 × 228     | Musée du Greco, Tolède                                                                      |      |
|       | Baptême du Christ | 1608 – 1614    | Huile sur toile | 330 × 221     | Hôpital Tavera, Tolède                                                                      |      |
|       | Le Sauveur (suite Almadrones) | 1608 – 1614    | Huile sur toile | 72 × 55       | Musée du Prado, Madrid                                                                      |      |
|       | Saint Thomas l'Apôtre (suite Almadrones) | 1608 – 1614    | Huile sur toile | 72 × 55       | Musée du Prado, Madrid                                                                      |      |
|       | Saint Jacques le Majeur (suite Almadrones) | 1608 – 1614    | Huile sur toile | 72 × 55       | Musée du Prado, Madrid                                                                      |      |
|       | L'Ouverture du cinquième sceau (Le cinquième sceau de l'Apocalypse, La vision de saint Jean)                                                                                  | 1608 – 1614    | Huile sur toile | 224.8 × 199.4 | Metropolitan Museum of Art, New York                                                        |      |
|       | L'Annonciation | 1609           | Huile sur toile | 294 × 204     | Collection particulière, Madrid                                                             |      |
|       | Portrait du Père Hortensio Félix de Paravicino | 1609           | Huile sur toile | 112.1 × 86.1  | Musée des Beaux-Arts, Boston                                                                |      |
|       | Portrait du cardinal Tavera | 1609           | Huile sur toile | 103 × 82      | Hôpital Tavera, Tolède                                                                      |      |
|       | Saint Jérôme | 1609           | Huile sur toile | 108 × 87      | Metropolitan Museum of Art, New York                                                        |      |
|       | Saint Ildefonse | 1609           | Huile sur toile | 222 × 105     | Escurial, Espagne                                                                           |      |
|       | Saint Jean l'Évangéliste | 1609           | Huile sur toile | 90 × 77       | Musée du Prado, Madrid                                                                      |      |
|       | Saint François et Frère Léon | 1609           | Huile sur toile | 155 × 100     | Collège de Nosa Señora da Antiga, Monforte de Lemos, Espagne                                |      |
|       | Christ chassant les marchands du Temple | 1609           | Huile sur toile | 106 × 104     | San Ginés, Madrid                                                                           |      |
|       | Portrait de Jerónimo de Cevallos | 1609 – 1613    | Huile sur toile | 65 × 55       | Musée du Prado, Madrid                                                                      |      |
|       | La Visitation | 1609 – 1613    | Huile sur toile | 98 × 72       | Dumbarton Oaks, Washington D.C.                                                             |      |
|       | Laocoon | 1610 – 1614    | Huile sur toile | 142 × 193     | National Gallery of Art, Washington D.C.                                                    |      |
|       | Portrait de Francisco de Pisa | 1610 – 1614    | Huile sur toile | 107 × 90      | Musée d'Art Kimbell, Fort Worth, États-Unis                                                 |      |
|       | Saint Luc (suite Almadrones) | 1610 – 1614    | Huile sur toile | 72 × 59       | Musée d'Art d'Indianapolis, Indianapolis, États-Unis                                        |      |
|       | Saint Matthieu (série Almadrones) | v. 1610 – 1614 | Huile sur toile | 72 × 59       | Musée d'Art d'Indianapolis, Indianapolis                                                    |      |
|       | Saint Simon (série Almadrones) | c. 1610 – 1614 | Huile sur toile | 72 × 59       | Musée d'Art d'Indianapolis, Indianapolis                                                    |      |
|       | Saint Paul (série Almadrones) | c. 1610 – 1614 | Huile sur toile | 72 × 55       | Musée du Prado, Madrid                                                                      |      |
|       | Saint André (série Almadrones) | v. 1610 – 1614 | Huile sur toile | 72 × 55       | Musée d'Art du comté de Los Angeles, Los Angeles                                            |      |
|       | Saint Jean l'Évangéliste (série Almadrones) |                | Huile sur toile |               | Musée d'Art Kimbell, Fort Worth, Texas                                                      |      |
|       | Saint Sébastien | v. 1610 – 1614 | Huile sur toile | 201.5 × 111.5 | Musée du Prado, Madrid                                                                      |      |
|       | Les Apôtres (13 peintures) | 1610 – 1614    | Huile sur toile | all 97 × 77   | Musée du Greco, Tolède                                                                      |      |
|       | Christ sur la croix avec vue de Tolède | 1610 – 1614    | Huile sur toile | 104.1 x 61.9  | Cincinnati Art Museum, Cincinnati                                                           |      |
|       | L'Adoration des bergers | 1612 – 1614    | Huile sur toile | 319 × 180     | Musée du Prado, Madrid                                                                      |      |
|       | Julián Romero et son Saint Patron | 1612 – 1614    | Huile sur toile | 206.7 × 127.5 | Musée du Prado, Madrid                                                                      |      |
|       | L'Annonciation | 1614           | Huile sur toile | 152 × 99      | Musée du diocèse, Sigüenza, Espagne                                                         |      |

- v. 1582-1586, Sainte Marie-Madeleine
- v. 1585-1588, Portrait de Rodrigo de la Fuente
- v. 1590–1595, Agonie au Jardin (plusieurs versions, celle de Toledo (Ohio) étant acceptée comme la première.
- v. 1597-1599, Vierge à l'Enfant avec sainte Martine et sainte Agnès
- v. 1600–1605, Le Reniement de saint Pierre, The Phillips Collection
- v. 1600–1610, Saint Jérôme en cardinal ; cinq versions, celles du Frick et du Metropolitan étant généralement acceptées comme les premières. Présence aussi à Madrid et Londres.
- v. 1603–1605, Couronnement de la Vierge, Monastère royal de Guadalupe (Espagne).
- v. 1607, Sainte Marie-Madeleine